# Toyota Cressida
Toyota Cressida – samochód typu sedan zaliczany do klasy wyższej, produkowany przez Toyotę w latach 1973–1992. Powstały cztery generacje modelu. Te same konstrukcje, różniące się między sobą różnymi elementami nadwozia były dostępne w innych krajach pod nazwami: Toyota Mark II, Toyota Chaser i Toyota Cresta. Nazwa Cressida została wycofana w 1993 (1992 w Stanach Zjednoczonych).

## Pierwsza Generacja (1977–1980)
Pierwsza Generacja modelu Cressida była dostępna jako sedan (X30, X32) oraz kombi (X36). Wersja coupé (X31) dostępna była tylko w Japonii. Samochód ten w Japonii był sprzedawany pod nazwą Toyota Mark II. Standardowe elementy wyposażenia to między innymi: klimatyzacja, automatyczna skrzynia biegów i wspomaganie kierownicy. Samochód był dobrze wyciszony, uznawany był za jeden z najcichszych samochodów na oferowanych na rynku w tamtym czasie. W 1979 sugerowana przez producenta cena w USA wynosiła 9190 dolarów.
W Wielkiej Brytanii, Cressida był dostępny zarówno w wersji sedan jak i Kombi. Oferowany był tylko z 2-litrowym, 4-cylindrowym silnikiem benzynowym dostępnym z tylko jednym poziomem wykończenia – De Luxe.

## Druga Generacja (1981–1984)

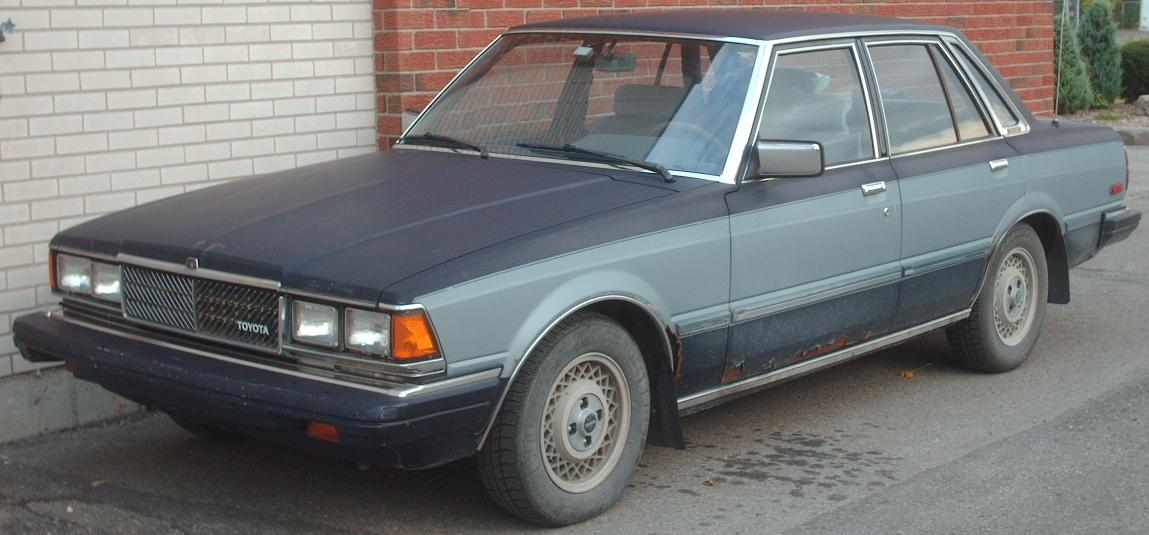
1981-1982 Toyota Cressida (Kanada)

Cressida drugiej generacji, MX63, została znacznie zmodyfikowana w stosunku do poprzedniej generacji.
Model ten był ponownie montowany w Nowej Zelandii z 2-litrowym, 4-cylindrowym silnikiem benzynowym i 5-biegową manualną lub 3-biegową automatyczną skrzynią biegów.

## Trzecia Generacja (1985–1988)
W 1985 roku została wprowadzona nowa generacja modelu Cressida, oznaczona kodem MX73 (MX72 dla kombi). Silnik 5M-GE był niezmieniony od 1984 roku. Auto było większe i bardziej aerodynamiczne, niż poprzednie generacje. Nowa lista opcji zawierała elektroniczną kontrolę amortyzatorów (TEM), odtwarzacz CD, cyfrowe wskaźniki, wykończenie drewnem oraz automatyczną skrzynię biegów. W 1987 automatyczna skrzynia biegów została zmieniona na A340E. W 1988 roku moc została podniesiona do 161 KM.

## Czwarta Generacja (1989–1992)

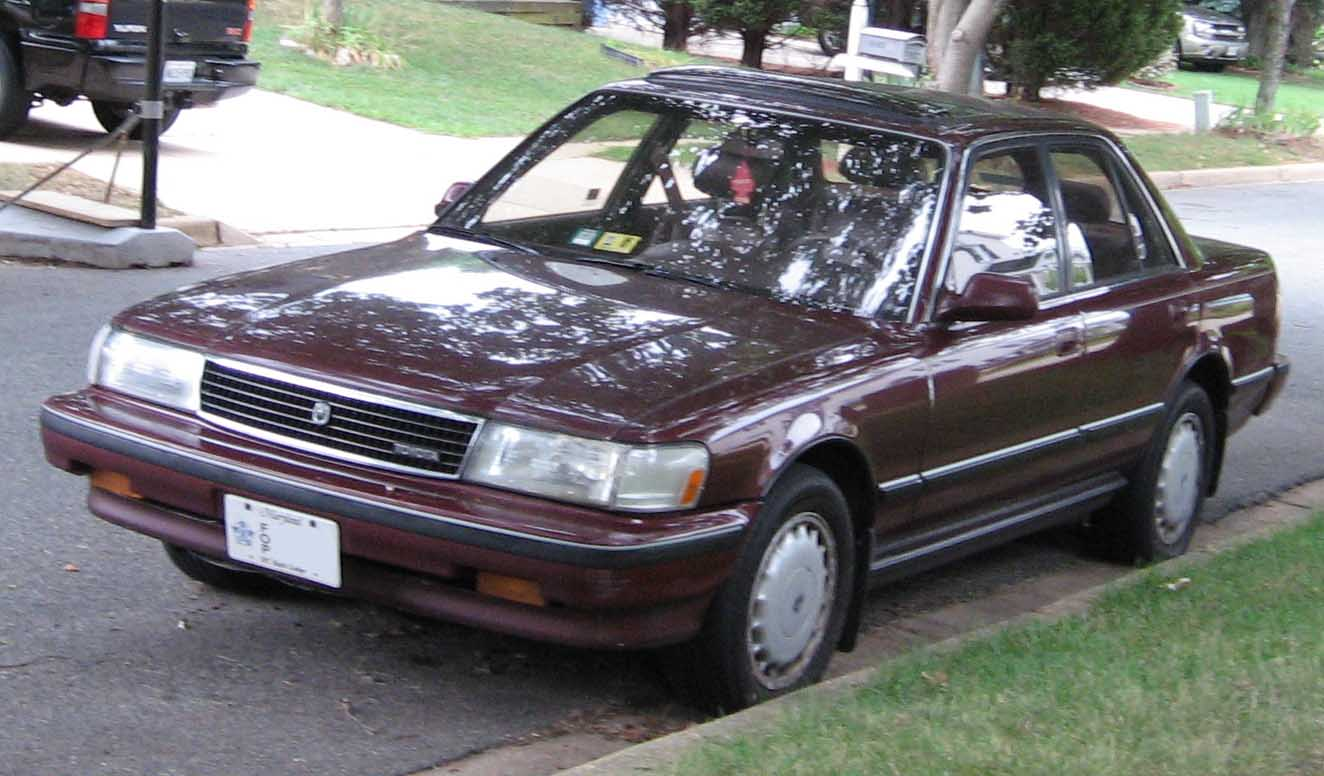
1989–1990 Toyota Cressida (USA)

W 1988 roku Toyota wprowadziła nieco większą, czwartą generację modelu Cressida – MX83. Był to ostatni samochód z serii Cressida w Ameryce Północnej.
Zastosowano nowy, mocniejszy silnik 3,0 l 7M-GE. Silnik ten osiągał moc 190 KM przy 6000 obr./min. Podobnie jak w przypadku poprzednich generacji, technologia była wspólna z Toyotą Suprą.
W wyposażeniu znajdowały się: elektryczne szyby, centralny zamek, tempomat, automatyczna skrzynia biegów, ABS, elektryczny szyberdach, odtwarzacz CD oraz skórzana tapicerka.
W 1991 roku model został nieco odnowiony. Zmodyfikowano grill, wnętrze, przeprojektowano koła ze stopu aluminium.